# بنجامین بریسکو
بنجامین بریسکو (انگلیسی: Benjamin Briscoe; ۱ ژانویهٔ ۱۸۶۷ – ۱ ژانویهٔ ۱۹۴۵) کارآفرین و صنعت‌گر اهل ایالات متحده آمریکا بود.